# Fête du lac des Nations

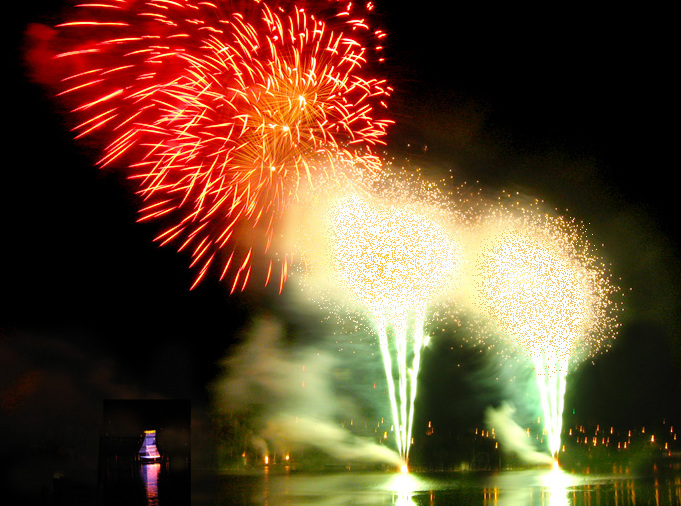
Finale du feu d'artifice

La Fête du Lac des Nations est un festival annuel de musique et de feux d'artifice qui se déroule sur six jours au mois de juillet (habituellement lors de la troisième semaine de juillet) dans le parc Jacques-Cartier, situé au bord du lac des Nations, à Sherbrooke au Québec. En tant que plus importante fête populaire de la ville, elle accueille chaque année entre 150 000 et 200 000 visiteurs,. En 2025,la Fête signe une 44ème édition.
Un service totalement gratuit de transportation est offert aux personnes présentent à l'événement. C'est avec la présentation de son billet que l'on profite de cette offre.

## Histoire
Créée en 1981, la Fête du Lac des Nations succède au Festival des Cantons, ancien rassemblement populaire annuel qui animait Sherbrooke entre 1974 et 1980, avant d'être supprimé pour manque de popularité à la suite de son déplacement du centre-ville à un terrain en périphérie.
Mais face à la faible affluence engendrée par les Championnats du monde de ski nautique de 1967, qui n'attirent à Sherbrooke que quelques 2 000 personnes, le maire de l'époque Jean Perrault et ses conseillers décident en 1981 de mettre en place un nouveau festival annuel afin et d'attirer les touristes tout en finançant le club de ski nautique de la ville. Le parc Jacques-Cartier, situé dans l'arrondissement éponyme, est dès lors choisi pour accueillir l'événement. Ce dernier, qui est initialement nommé Fête de la Canicule, finit par prendre le nom définitif de Fête des Nations. Si les spectacles de ski nautique devaient à l'origine constituer l'attraction principale du festival, celui-ci a finalement adopté au fil des ans une dimension davantage culturelle et musicale.
En 2024, le comité de la Fête du Lac-des-Nations interdit d'une manière formelle l'utilisation d'une chaise à l'avant de la Grande Scène Loto-Québec, puisque cette pratique diminue l'espace disponible.

## Organisation

### Concerts musicaux

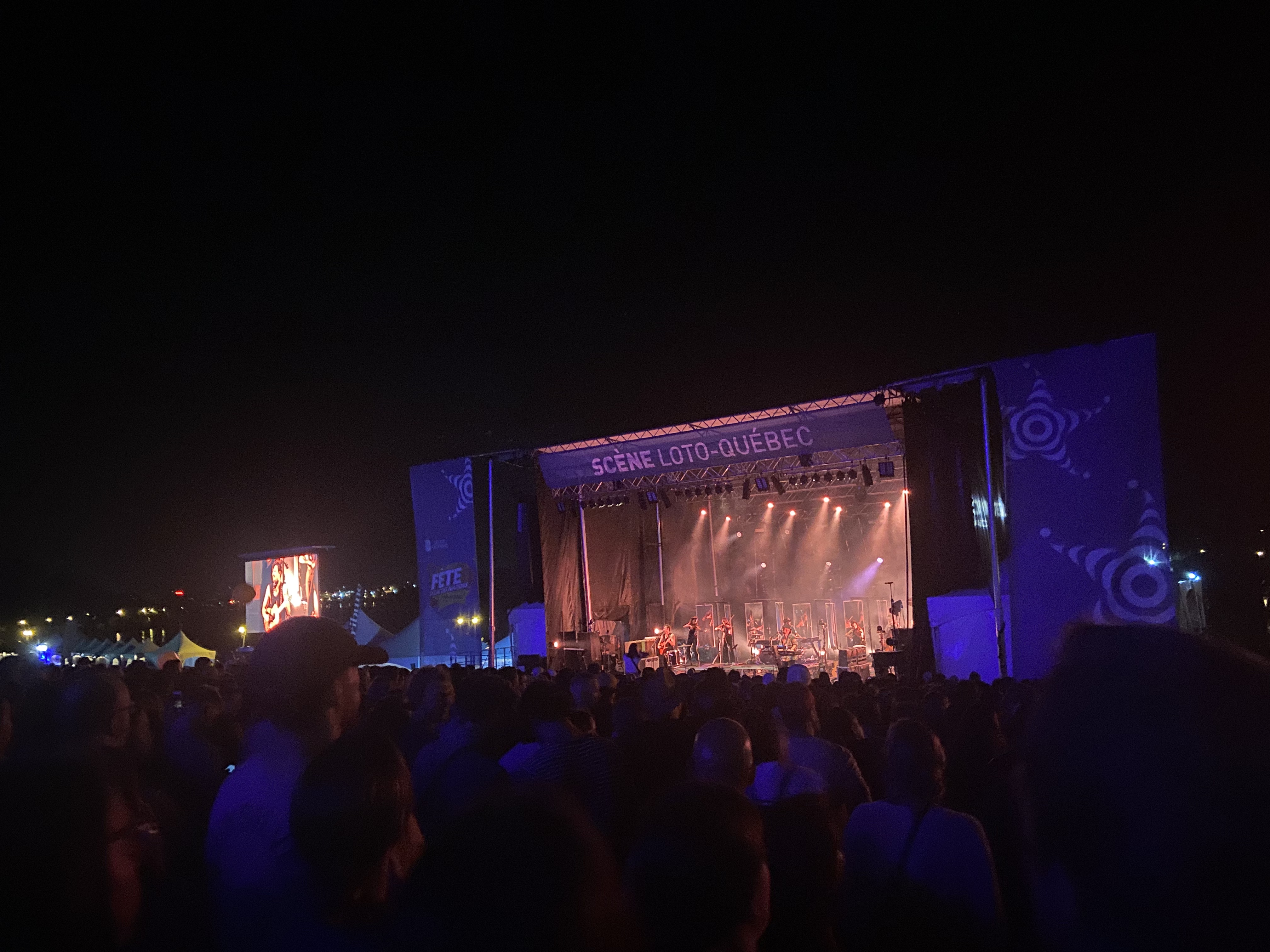
La Grande Scène Loto-Québec

Au fil des années, l'attraction la plus importante du festival est devenue ses nombreux concerts de musique répartis sur les trois scènes que compte le site, la Grande Scène Loto-Québec, la Scène 6 @ 8 Groupe Cameron et le Bistro SAQ.
A chaque édition de la Fête du Lac des Nations sont invités non seulement des artistes locaux, mais également artistes de renommée internationale. Se sont ainsi représentés sur les scènes du festival Simple Plan, Mari Mai, Oliver Jones, DJ Champion, Bobby Bazini, Collective Soul, Kim Churchill, Roch Voisine, Robert Charlebois , ou encore, l'artiste Shaggy, à l'origine de la chanson Boombastic (1995), et l'artiste Sean Kingston, à l'origine de la chanson Eenie Meenie (2010). 
En 2024, la fête accueille l'artiste portoricain à l'origine de la chanson Despacito (2017) et de la chanson Échame la Culpa (2019), Luis Fonsi.
Un artiste de la Ville de Sherbrooke, King Fali, ouvre également le spectacle de l'artiste FouKi, de l'artiste Koriass et de l'artiste Sarahmée à la Fête du Lac-des-Nations.
En juillet 2020, la Fête du Lac des Nations s’est réinventée de manière virtuelle (raison COVID-19) et a accueilli en ligne quelques artistes dont Bleu Jean Bleu et 2Frères. Cette année là, la durée de la Fête est raccourcie. On diffuse le spectacle d'une heure et demie en live sur l'application Facebook.
La Fête du Lac des Nations offrait, en 2024, une soixantaine de représentations.
L'organisme s'est fixée pour mission de créer chaque année un événement d'envergure au cœur de la ville de Sherbrooke, dans le but de laisser une empreinte significative dans l'industrie touristique et événementielle du Québec. L'organisation a aussi pour mission d'encourager le développement durable, visant à faire de la Fête du lac des Nations un événement touristique et culturel majeur pour les Cantons-de-l'Est. 
En 2024, la Fête du Lac des Nations célèbre sa 43e édition et accueille des artistes tel que Les Trois Accords, Matt Lang, Luis Fonsi, Kaïn et Talk. L'artiste Bryan Tyler a dû remplacer Kanen qui a dû annuler sa prestation lors du 17 juillet. Les spectateurs ont pu assister à une soirée entièrement francophone. En complément aux feux d’artifice, l’événement a également été marqué par un spectacle de drones, une initiative qui avait été présentée pour la première fois l’année précédente et qui avait été fort remarquée. 

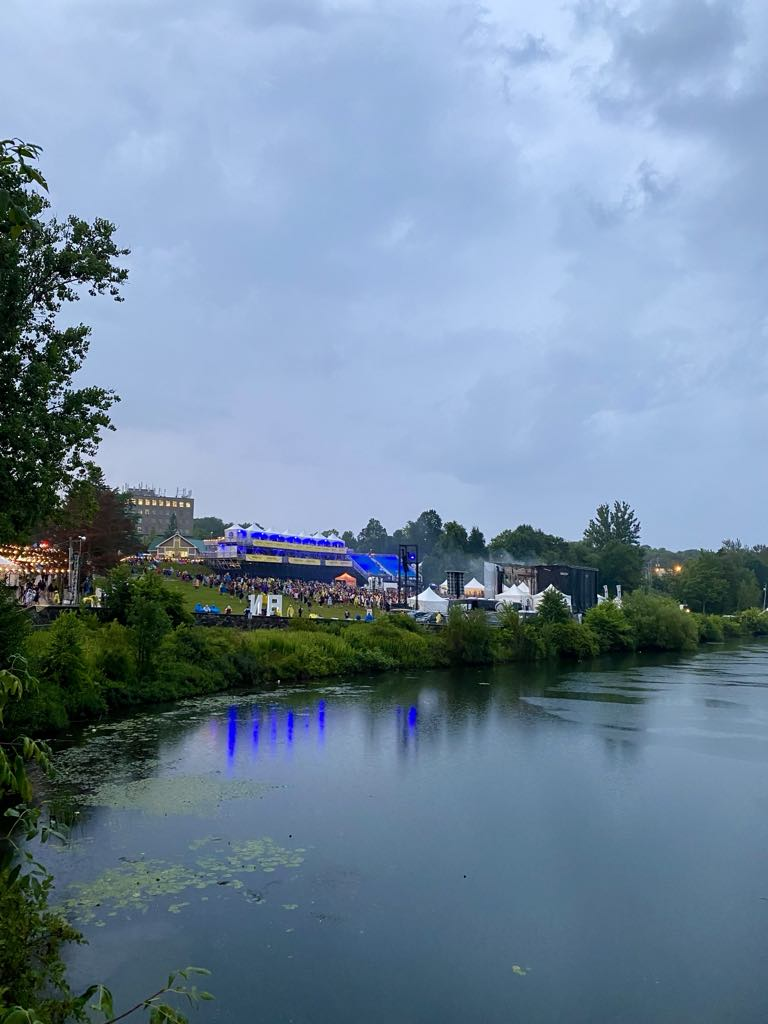

Pour l'édition 2025, l'organisation a annoncé que la chanteuse Charlotte Cardin allait être présente le mardi 15 juillet 2025. Le groupe de rock américain Papa Roach sera sur scène le 17 juillet 2025. Charlotte Cardin et Papa Roach présenteront à la Grande Scène Loto-Québec. La 44e édition du festival aura lieu du 15 au 20 juillet 2025, au parc du Lac des Nations.

### Grands Feux
La deuxième attraction principale de la Fête du Lac des Nations est les Grands Feux, une compétition pyrotechnique à thème dont la programmation s'étend sur les six jours du festival et dans laquelle s'affrontent différentes firmes spécialisées originaires du Canada et des États-Unis,. A la fin de la semaine de représentations, la firme gagnante se voit décerner la Coupe des Dieux par un jury composé de bénévoles sélectionnés parmi la population de la ville.
La direction artistique et technique des Grands Feux est assurée par la compagnie Royal Pyrotechnie.

### Autres attractions
En plus des représentations musicales et de la compétition pyrotechnique qui constituent le clou de la Fête du Lac des Nations, d'autres attractions viennent compléter chaque année le festival. À titre d'exemple sont mis en place des spectacles et animations pour les enfants, un parc d'attractions temporaire, un quartier des artisans ainsi que des jeux gonflables et un skatepark.
Presque tous les ans, il existe des concours avec Radio-Canada pour gagner une paire de passerport pour cet événement.
Une firme s'occupe des grands feux et une équipe bénévole s'occupe de la surveillance et du bon fonctionnement de la Fête.